# Jordan Scott
Pour les articles homonymes, voir Scott.
Jordan Scott, née le 7 octobre 1977 à Londres, Angleterre (Royaume-Uni) est une réalisatrice, scénariste, actrice et romancière britannique.

## Biographie
Fille du réalisateur Ridley Scott et de sa deuxième épouse, Sandy Watson, nièce de Tony Scott et demi-sœur de Jake Scott et Luke Scott, elle se lance dans la réalisation en 2005 avec son père dans Les Enfants invisibles. C'est en 2009 qu'elle réalise son premier film seule, Cracks, en adaptant le roman du même nom de Sheila Kohler, paru en 1999.

## Filmographie

### Comme réalisatrice
- 2002 : Never Never
- 2005 : Les Enfants invisibles (co-réalisatrice avec Ridley Scott)
- 2009 : Cracks
- 2024 : Berlin Nobody

### Comme scénariste
- 2009 : Cracks
- 2024 : Berlin Nobody

### Comme actrice
- 1996 : Lame de fond de Ridley Scott : une écolière danoise